# 玛丽亚·德·梅黛洛
玛丽亚·埃斯特维斯·德·梅黛洛·维多利诺·德·阿尔梅达（1965年8月19日—），又称玛丽亚·德·梅黛洛（葡萄牙語：Maria de Medeiros，葡萄牙語發音：[mɐˈɾiɐ ðɨ mɨˈðɐjɾuʃ]），葡萄牙演员、导演及歌手，参与欧美电影的制作。她以在昆汀·塔伦蒂诺执导的1994年电影《低俗小说》中饰演法比恩（Fabienne）而闻名。